# If You Love Someone
If You Love Someone è un singolo del duo musicale australiano The Veronicas, pubblicato il 21 novembre 2014 come secondo estratto da terzo album in studio eponimo.

## Descrizione
Il brano, scritto dalle gemelle Origliasso in collaborazione con Josh Katz, Anthony Egizii e David Musumeci (questi ultimi due nel ruolo anche di produttori con lo pseudonimo DNA Songs insieme a Khaled Rohaim), è stato composto e registrato dopo il divorzio con la casa discografica Warner Records e la firma con la Sony Music Australia.
Prima della sua pubblicazione, era stato diffuso il brano promozionale Line of Fire, facendo quindi intendere che sarebbe stato questo il secondo singolo dell'album. Tuttavia, il 5 novembre 2014 If You Love Someone è entrato in rotazione radiofonica in Australia, venendo formalizzato come secondo estratto ufficiale.

## Video musicale
Il video del brano, diretto da Matt Sharp e Tapehead e pubblicato sul canale YouTube del duo il 19 dicembre 2014, mostra filmati di manifestazioni in tutto il mondo a favore dei diritti umani, mentre altre immagini riprendono le The Veronicas deporre rose rosse sulle auto della polizia o marciare con decine di amici attivisti in una città australiana.

## Tracce
CD promo
1. If You Love Someone – 2:59

Download digitale
1. If You Love Someone – 3:00

## Successo commerciale
Il brano debutta e raggiunge la quinta posizione in Australia, diventando il quinto singolo del duo nella top-five australiana. Raggiunge lo status di disco d'oro nel 2014 e quello di disco di platino nel 2015 per le oltre 70 000 copie certificate dalla Australian Recording Industry Association. Entra in classifica anche nel Regno Unito, dove però si ferma alla posizione numero 98, rimanendo nella top-100 della classifica britannica soltanto una settimana.

## Classifiche
| Classifica (2014-15) | Posizione massima |
| -------------------- | ----------------- |
| Australia            | 5                 |
| Regno Unito          | 98                |